# Chấn Thịnh
Chấn Thịnh là một xã thuộc huyện Văn Chấn, tỉnh Yên Bái, Việt Nam.
Xã Chấn Thịnh có diện tích 47,23 km², dân số năm 2019 là 6.583 người, mật độ dân số đạt 139 người/km².